# Quercus subspathulata
Quercus subspathulata är en bokväxtart som beskrevs av William Trelease. Quercus subspathulata ingår i släktet ekar, och familjen bokväxter. IUCN kategoriserar arten globalt som sårbar. Inga underarter finns listade i Catalogue of Life.